# Soláň
Soláň är ett berg i Tjeckien.   Det ligger i regionen Zlín, i den östra delen av landet, 290 km öster om huvudstaden Prag. Toppen på Soláň är 845 meter över havet.
Terrängen runt Soláň är huvudsakligen lite kuperad.Runt Soláň är det ganska glesbefolkat, med 50 invånare per kvadratkilometer. Närmaste större samhälle är Rožnov pod Radhoštěm, 10,5 km nordväst om Soláň. I omgivningarna runt Soláň växer i huvudsak blandskog.